# Faustin Kayumba Nyamwasa
Faustin Kayumba Nyamwasa (nascut a Ruanda el 1962) és un ex tinent general de Ruanda que anteriorment va ser el cap d'estat major de l'Exèrcit Ruandès de 1998 a 2002. També va ser cap d'intel·ligència ruandesa de 1998 a 2002 i va servir com a ambaixador de Ruanda a l'Índia entre 2004 i 2010.
Nyamwasa va créixer en camps de refugiats a Uganda i es va llicenciar en dret a la Universitat Makerere. Més tard va ingressar a l'Exèrcit de la Resistència Nacional de Yoweri Museveni el gener de 1986 i va servir com a oficial militar d'Uganda abans de 1990. Va contribuir a la creació del Front Patriòtic Ruandès (FPR) a finals de la dècada de 1980 i va ser considerat el figura central de l'exèrcit durant la campanya del FPR i el període posterior al genocidi, quan va supervisar campanyes contra la insurrecció al nord-oest del país.
Nyamwasa va fugir a Sud-àfrica des de l'Índia el 28 de febrer de 2010 i hi va exiliar. El govern de Ruanda va declarar més tard que podria haver estat treballant amb el coronel Patrick Karegeya, un altre ex cap d'intel·ligència que vivia a l'exili a Sud-àfrica. Ha estat acusat de participar en actes de terrorisme a Ruanda, inclosos tres atacs de granades a Kigali el 19 de febrer de 2010, però no va ser arrestat a Sud-àfrica per falta de proves i de tractats d'extradició entre els dos països.
El juny de 2010, el general de brigada Jean Bosco Kazura, cap de la Federació Ruandesa de Futbol, va viatjar a Sud-àfrica per veure la Copa del Món i, suposadament, va contactar amb Nyamwasa. Kazura va ser retirat i posat sota arrest, tot i que un portaveu de l'exèrcit va dir que això era purament perquè no havia obtingut permís per viatjar.
Nyamwasa va rebre un tret a l'estómac a Johannesburg el 19 de juny de 2010. Algunes persones detingudes després dels trets eren ruandeses. Es va recordar que Kayumba havia dit que Kagame el volia matar morir perquè desafiava les seves visions dictatorials.
La dona de Nyamwasa va declarar que l'atac era motivat políticament. Al-Jazeera va informar que "Rosette va dir que estaven a l'aparcament de la seva llar i un home va arribar al costat del cotxe amb una pistola i va disparar al seu marit, que va aconseguir sortir del cotxe i després va rebre el tret. El conductor del cotxe va perseguir a l'agressor un tros".
Jean-Léonard Rugambage, un periodista ruandès que investigava l'atemptat de Nyamwasa, va ser assassinat uns dies més tard a Kigali.
En 2011, l'Audiència Militar de Kigali el va condemnar amb altres tres militars per actes terroristes, amenaça per a la seguretat de l'Estat i l'ordre públic. Va ser desposseït del seu grau militar, expulsat amb deshonor de l'exèrcit i condemnat a 24 anys de presó. Tots quatre homes van ser jutjats in absentia.
Segons BBC Gahuza, el 22 de setembre de 2011 els serveis d'intel·ligència sud-africana van frustrar per tercera vegada un intent d'assassinat de tota la família Kayumba.
El març de 2014, la casa de Kayumba Nyamwasa a Sud-àfrica va ser assaltada per intrusos que s'empararen del seu ordinador i diversos documents. Les autoritats sud-africanes sospiten que els agents d'intel·ligència ruandesos agragats a l'ambaixada i expulsaren a tres diplomàtics ruandesos.
També té una ordre de recerca i captura internacional per part de les autoritats espanyoles per l'assassinat en 1994 de la infermera manresana Flors Sirera i del religiós gironí Joaquim Vallmajó.